# Svetovna banka
Svetovna banka je mednarodna finančna ustanova s sedežem v Washingtonu, D.C., ZDA, ki državam v razvoju nudi finančno in tehnično pomoč za razvojne programe s ciljem zmanjševanja revščine. Ustanovljena je bila 27. decembra 1945 predvsem za pomoč pri obnovi evropskih držav in Japonske po 2. svetovni vojni.
Zadnji zastavljeni cilj Svetovne banke je zmanjševanje revščine.
Sestavljata jo dve organizaciji:
- Mednarodbna banka za obnovo in razvoj (angleško International Bank for Reconstruction and Development ali IBRD)
- Mednarodna zveza za razvoj (angleško International Development Association, IDA)

Skupina Svetovne banke pa ob omenjenih dveh organizacijah vsebuje še:
- Mednarodno finančno korporacijo (angleško International Finance Corporation ali IFC)
- Multilateralno agencijo za investicijske garancije (angleško Multilateral Investment Guarantee Agency ali MIGA)
- Mednarodni center za reševanje investicijskih sporov (angleško International Centre for Settlement of Investment Disputes ali ICSID)

Pri tem se termin Svetovna banka nanaša le na prvi od naštetih institucij.
Predsednika za petletni mandat izvoli Odbor guvernerjev. Do sedaj so bili vsi predsedniki banke državljani ZDA, ki jih je predlagal predsednik ZDA, ki pa so največji delničar banke. Svetovna banka je ena izmed Specializiranih agencij Združenih narodov.

## Vloga in delovanje
Delovanje banke je usmerjeno predvsem v države v razvoju, zlasti najmanj razvite, pri čemer sledi Razvojnim ciljem novega tisočletja. Srednje razvitim državam nudi posojila z obrestnimi merami, ki so nekoliko nad stroški financiranja, ki jih uživa sama kot institucija z oceno kreditne sposobnosti AAA; najmanj razvitim državam z omejenim dostopom do mednarodnih finančnih trgov pa preko Mednarodne zveze za razvoj nudi brezobrestna posojila ali posojila z minimalnimi obrestnimi merami in donacije. Sredstva Svetovne banke so običjano vezana tudi na določene zaveze prejemnic pomoči, kot npr. demokratizacija, uravnoteženje javnih financ, preprečevanje korupcije, reforme gospodarskega sistema in podobno. Posojila so namenjena za razne razvojne programe, večinoma za gradnjo cest in druge prometne infrastrukture, energetske infrastrukture in za šolstvo. Ob finančni pomoči pa državam članicam nudi tudi tehnično pomoč pri izvajanju reform, financira nevladne organizacije, izvaja gospodarske analize in raziskave na področju razvoja (npr. izračunava Indeks Človekovega razvoja ali HDI) ter deluje na drugih področjih povezanih z razvojem.
Svetovno banko z donacijami financirajo razvite države, od teh so v njene sklade v obdobju od 2005-2008 največ prispevale ZDA s 13,8%, Združeno kraljestvo s 13,2%, Japonska z 12,2%, Nemčija z 8% in Francija s 7,1%. V naslednjem triletnem obdobju od 2008 do 2011 bo k 41 milijardam dolarjev največ prispevalo Združeno kraljestvo, Ljudska republika Kitajska pa bo prvič med donatorkami.